# Yvette Baker
Yvette Baker, nata Hague (1978) è un'orientista britannica.
Nata negli Stati Uniti da genitori inglesi, è cresciuta in Inghilterra ed ha vissuto per molti anni in Danimarca prima trasferirsi nella Nuova Zelanda.
Nel 1983, all'età di 15 anni, vinse nella classe élite del Jan Kjellstrom Trophy. Lo stesso anno fu membro del team inglese di staffetta ai campionati mondiali di orientamento, diventando probabilmente la più giovane partecipante al campionato.
Negli anni successivi ha sempre avuto risultati promettenti per la qualificazione nella top ten. Nel 1993, ha vinto la prima medaglia inglese ai campionati mondiali di orientamento arrivando terza nella distanza classica mentre nel 1995 ha vinto entrambe le medaglie d'argento nello sprint e classica distanza. Dopo un altro 1º posto nella qualificazione del 1997, nel 1999 ha assunto la corona vincendo ai campionati mondiali di orientamento nella prova sprint. Nel 2001 dopo aver vinto quattro qualificazioni consecutive (1995, 1997, 1999 e 2001) si è ritirata dai campionati mondiali di orientamento con l'11º posto nella lunga distanza.
Tra il 1983 e il 2001 ha partecipato a tutte e 11 le edizioni dei campionati mondiali.